# Wildsachsen
Wildsachsen am Taunus ist ein Ortsbezirk der Kreisstadt Hofheim am Taunus im südhessischen Main-Taunus-Kreis. Mit rund 1600 Einwohnern ist Wildsachsen deren kleinster Stadtteil und mit 9,8 Kilometer Fahrstrecke am weitesten vom Stadtzentrum entfernt.

## Geographische Lage
Wildsachsen liegt ca. 250 m hoch im Vordertaunus an der westlichen Grenze des Main-Taunus-Kreises. Der Ort grenzt im Westen und Süden an die Wiesbadener Stadtteile Auringen, Medenbach und Breckenheim und ist vom Stadtzentrum der hessischen Landeshauptstadt 13,4 km entfernt. Im Norden liegt der Eppsteiner Stadtteil Bremthal und im Osten auf dem Weg zur Kernstadt Hofheim liegt Langenhain.
Wildsachsen liegt eingebettet in eine offene Wiesen- und Felderstruktur in einem Tal zwischen bewaldeten Taunusausläufern, wo sich Seyenbach und Hollerbach vereinigen.

## Geschichte

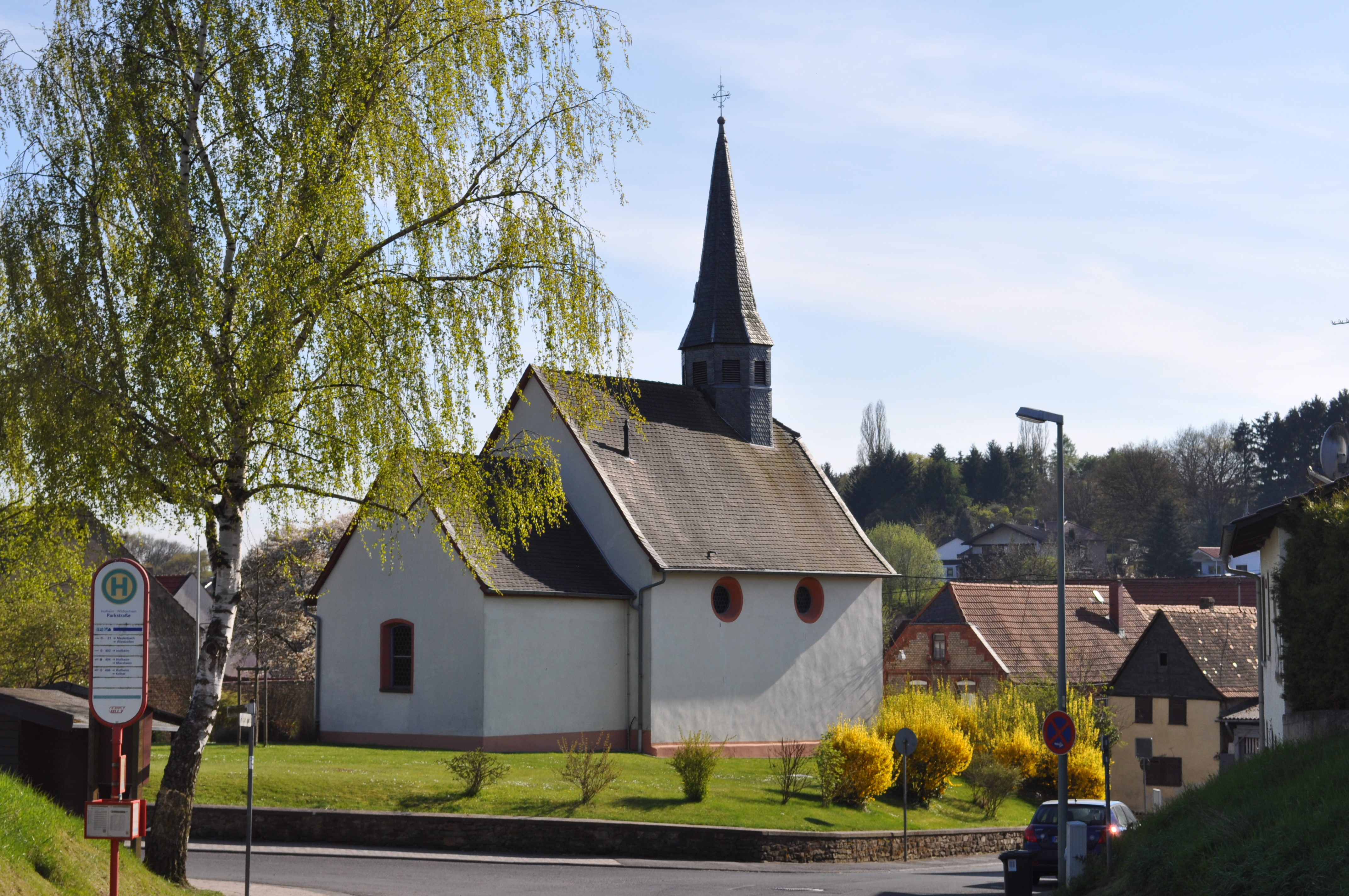
Die Kirche heute, mit ihrem Chor von 1145

Einstmals hielt man die Nennung von "Widilsassin" und "Witelesassen" in Urkunden des Klosters Bleidenstadt aus dem 9. und 10. Jahrhundert für die ältesten Erwähnungen des Ortes. Diese Urkunden stellten sich 1940 jedoch als Fälschung heraus. Erstmals wurde "Wedelensassen" (Sitz des Wedilo) vielmehr 1107 in einer Urkunde des Klosters St. Alban zu Mainz anlässlich der Weihe und Dotation der Kirche zu Medenbach erwähnt, zu der auch die Wildsächser Bürger gehen mussten. In dem Dokument wird auch geschrieben, dass die Einwohner von Wedelensassen der Kirche jährlich 30 Denare geben sollen.
1145 bekam Wildsachsen eine eigene Kirche mit eigenem Gottesdienst. Am 30. Juni 1145 ordnete Erzbischof Heinrich I. von Mainz die kirchlichen Verhältnisse in Wildsachsen, indem eine Kirche auf dem Grund und Boden des Hertwich errichtet wurde. Durch die eigenen Tauf- und Begräbnisrechte löste sich Wildsachsen weitgehend von Medenbach. Hauptgönner der Abtrennung war der Hartwin aus dem Geschlecht der Mainzer Stadtkämmerer oder der Herren von Weisenau bei Mainz, denen Grund und Boden zu Wildsachsen landesherrlich zustand.
Am 10. Mai 1213 bekam Rheingraf Werner der Jüngere die Güter zu Bleidenstadt und Wildsachsen zugesprochen. Wildsachsen tauchte im 13. Jahrhundert in einem Zinsregister der Herrschaft Eppstein auf: der Ort sollte 30 Säcke Hafer an die Herrschaft Eppstein als Zins liefern. Wie die Eppsteiner zu Wildsachsen kamen, ist nicht bekannt.
Am 13. Januar 1348 verschrieb Hartegard Berlegen zu "Widelnsassen" der Schwester Katharine und dem Konvent zu Klarenthal bei Wiesbaden eine Rente und verpfändete dafür Grundstücke der Wildsächser Mark, die den Herren von Cronberg und Delkenheim zinsten. Am 9. Dezember 1348 verkaufte Ernest Anzen zu Wildsachsen der Äbtissin und dem Konvent des Klosters Klarenthal eine Rente aus den Grundstücken zu Wildsachsen. Vor Schultheiß und Schöffen übergab am 26. November 1370 Else Bygenbach von Mainz den Mainzer Augustinern ihre Güter zu Medenbach, die dem Gerhard von Mendligen gehörten. Demnach besaß Wildsachsen im Jahre 1370 ein eigenes Ortsgericht, zu dem auch Medenbach gehörte. Unter dem Amtmann Helwich von Lauerbach ist 1536 Henchen von Wildsachsen, wohnhaft zu Delkenheim, zu Mechthilshausen, enthauptet worden, weil er geholfen hatte, einen der Mechthilshäuser Hofleute zu ergreifen, fortzuführen und an den Landgrafen Feinde für 20 Gulden zu verkaufen, so dass der Mann mit 100 Gulden ausgelöst werden musste.
Ende des 16. Jahrhunderts war Wildsachsen eine wichtige hessische Zollstation gegen Kurmainz bei Bremthal.
Durch den Krieg reduzierte sich die Anwohnerzahl in Wildsachsen bis 1655 auf 4 Familien in 4 Häusern. Alle anderen 16 Wohnhäuser waren entweder abgebrannt, verfallen oder mit der Erlaubnis der Obrigkeit abgebrochen und in anderen Ortschaften wieder aufgebaut worden. Wegen der Reduzierung der Seelenzahl war Wildsachsen nach 1630 unter das Ortsgericht zu Medenbach gekommen. Ein genauer Zeitpunkt ist unbekannt. Trotz der Kriegsdrangsalen und der Verarmung wurden 1667 die Abgaben erhöht. Zu der ständigen Bede waren eine Soldatensteuer von 1 Gulden 17 Albus und das sogenannte „Monatsgeld“ mit 15 Albus von jeder Person und 2¼ Pfennig von jedem Morgen Land getreten. Nachdem die Zahl der Einwohner in den nächsten Jahrzehnten wieder wuchs, bemühte sich Wildsachsen 1702, wieder sein eigenes Gericht zu bekommen. Der Antrag wurde abschlägig entschieden. 1706 wurde die erste Schule im Ort gegründet. Erst 1716, als die Familienzahl in Wildsachen auf 24 Familien geklettert war, bekam der Ort auch sein eigenes Gericht wieder. Der erste Schultheiß des erneuten Ortsgerichts war Johann Sparwasser, gefolgt von seinem Sohn Johann Peter Sparwasser im Jahre 1738, der dann an den Enkel Johann Jost Sparwasser im Jahre 1760 übergab. Unter letzterem fand 1775 eine Volkszählung statt.
| Anzahl Menschen/Tiere | Anzahl Menschen/Tiere | Anzahl Gebäude | Anzahl Gebäude | Fläche (in Morgen) | Fläche (in Morgen) |
| --------------------- | --------------------- | -------------- | -------------- | ------------------ | ------------------ |
| 33                    | Familien              | 1              | Kirche         | 304                | Wald               |
| 144                   | Seelen                | 1              | Schule         | 535                | Ackerland          |
| 3                     | Pferde                | 3              | Gemeindehäuser | 94                 | Wiesen             |
| 30                    | Ochsen                | 30             | Oekonomieräume |                    |                    |
| 47                    | Kühe                  | 32             | Wohnstätten    |                    |                    |
| 16                    | Rinder                |                |                |                    |                    |
| 180                   | Schafe                |                |                |                    |                    |
| 60                    | Schweine              |                |                |                    |                    |

1778 setzte unter Schultheiß Phillip Mahr eine Blütezeit in Wildsachsen ein. Die 53 Familien in Wildsachsen betrieben viel Obstbau und stellten aus dem wilden Obst, den ungepfropften Kernsorten, einen vorzüglichen Obstessig her. Daraus entwickelte sich später die Bereitung eines vorzüglichen "Hohenastheimers". Schultheiß Phillip Mahr führte den Anbau des roten Klees und der Gerste als Futterpflanze ein und verbesserte den Ackerbau. Er gründete zudem 1781 eine Freischule in Wildsachsen und förderte die Einnahmen in jeder Weise. Die im Krieg hart mitgenommene Kirche samt Dachreiter ließ Mahr 1784 erneuern, er schaffte für das von Soldaten geraubte kleine Glöckchen ein neues an und ließ das zersprungene größere Glöckchen umgießen. In jenem Jahr wurde auch ein Backhaus errichtet.
Um 1800 stellten gingen zwei Drittel des Zehnten an das Mainzer Domkapitel, ein Neuntel an das Mainzer Liebfrauenstift und der Rest an die Grafen von Ostheim.
Wildsachsen litt sehr unter den Kontributionen der Befreiungskriege ab 1813. Man musste der russischen Artillerie täglich hohe Rationen an Gerste, Hafer, Heu und Stroh liefern. Von der Leipziger Schlacht her versprengte Franzosen stahlen zu Wildsachsen schon Ende Oktober 1813. Mehrere Einwohner sahen, wie ein Franzose, von den Wildsächsern verfolgt, an der Stelle, wo es am Langenhainer Weg "am Franzos" heißt, ein Kästchen mit dem Säbel eingraben wollte, schlugen denselben nach kurzem Wortgefecht tot und verfolgten die Franzosen durch den "Bauwald" bis an die Grenze bei der Guldenmühle, wobei die Bremthaler sich angeschlossen haben. Der getötete Franzose wurde auf Gemeindekosten von dem Schützen Sebastian aus Wildsachsen an der Unfallstelle im Wald begraben.
Mit der Gründung des Amtes Hochheim am 4. April 1816 gehörte Wildsachsen zu diesem herzoglich-nassauischen Amt. Mit der Annexion Nassaus durch Preußen wurde Wildsachsen 1866 preußisch und Teil des Mainkreises.
Obstanbau und Landwirtschaft gehörten zu den Haupterwerbszweigen der Einwohner. Bis in die 1960er Jahre stieg die Einwohnerzahl nur langsam, da es in Wildsachsen weder ausreichend Arbeitsplätze noch öffentliche Verkehrsmittel gab. Erst die Entwicklung größerer Baugebiete und der Anschluss an ein dichteres Verkehrsnetz änderten dies.
Am 1. Januar 1977 wurde Wildsachsen im Zuge der Gebietsreform in Hessen in die Kreisstadt Hofheim am Taunus eingegliedert.

### Bergbau

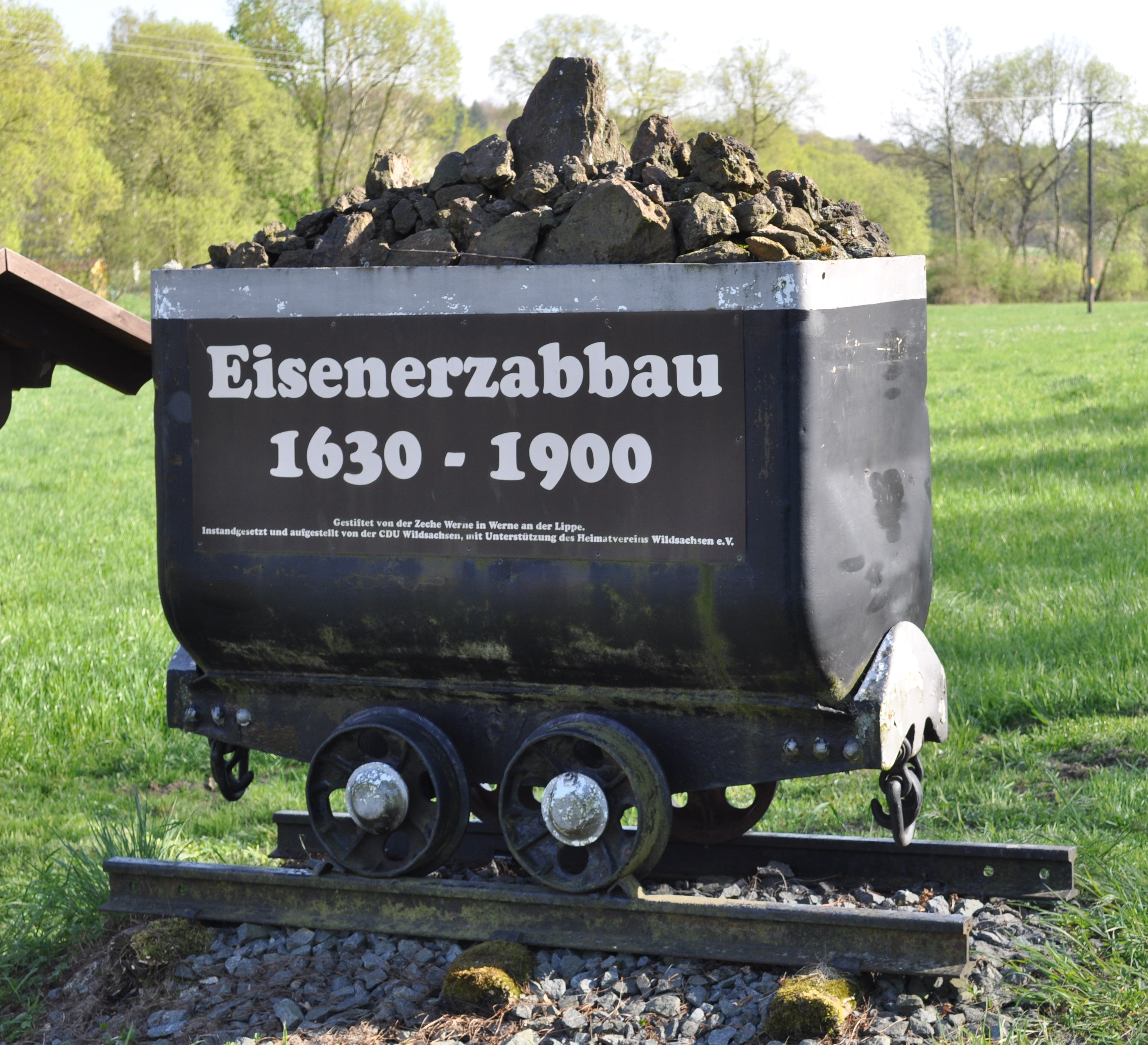
Eisenerzlore am Ortseingang

1630 bis 1900 wurde in Wildsachsen Eisenerz abgebaut. An diesen Wirtschaftszweig erinnert eine Eisenerzlore am Ortseingang. Die Lore stammt aus Werne an der Lippe und wurde durch die CDU Wildsachsen und den Heimatverein Wildsachsen renoviert und aufgestellt. Siehe auch: Liste von Bergwerken im Taunus

### Schulgeschichte
Im Jahr 1706 wurde in Wildsachsen eine Schule im Hinterhaus gegründet. Der erste Lehrer war der Schuldiener und Küster Johannes Schaub von Oberliederbach, Leinweber von Beruf. 1720 wurde das Schulgebäude an der Stelle errichtet, an der heute das Vereinshaus steht. Das Gebäude wurde 1830 bis 1934 als Schule und danach bis 1969 als Rathaus genutzt. Heute ist es das Heimatmuseum. 1932 errichtete die Gemeinde ein neues Schulhaus in der Parkstraße. Dieses wurde 1934 bis 1969 als Volksschule genutzt. Im Rahmen der Schulreform in Hessen wurden Mittelpunktgrundschulen eingerichtet und die Kinder nutzen seitdem den Bus, um zur Schule zu kommen. Das Gebäude selbst wurde 1971 bis 1978 als Kindergarten genutzt und beinhaltet heute u. a. den Jugendtreff.

### Territorialgeschichte und Verwaltung im Überblick
Die folgende Liste zeigt im Überblick die Territorien, in denen Wildsachsen lag, bzw. die Verwaltungseinheiten, denen es unterstand:
- Ende 12. Jahrhundert:  Heiliges Römisches Reich, Herrschaft Eppstein
- ab 1492: Heiliges Römisches Reich, Landgrafschaft Hessen, Amt Eppstein
- ab 1567: Heiliges Römisches Reich, Landgrafschaft Hessen-Marburg, Amt Eppstein
- 1604–1648: Heiliges Römisches Reich, strittig zwischen Landgrafschaft Hessen-Darmstadt und Landgrafschaft Hessen-Kassel (Hessenkrieg)
- ab 1604: Heiliges Römisches Reich, Landgrafschaft Hessen-Darmstadt, Oberfürstentum Hessen, Amt Eppstein
- ab 1604: Heiliges Römisches Reich, Landgrafschaft Hessen-Darmstadt, Oberfürstentum Hessen, Amt Wallau
- ab 1803: Heiliges Römisches Reich, Fürstentum Nassau-Usingen, Amt Wallau
- ab 1806: Herzogtum Nassau, Amt Wallau
- ab 1817: Herzogtum Nassau, Amt Hochheim
- ab 1849: Herzogtum Nassau, Kreisamt Höchst (Justizamt Hochheim bis 1854)
- ab 1854: Herzogtum Nassau, Amt Hochheim
- ab 1867: Königreich Preußen, Provinz Hessen-Nassau, Regierungsbezirk Wiesbaden, Mainkreis (Trennung zwischen Justiz (Amtsgericht Hochheim) und Verwaltung)
- ab 1871: Deutsches Reich, Königreich Preußen, Provinz Hessen-Nassau, Regierungsbezirk Wiesbaden, Mainkreis
- ab 1886: Deutsches Reich, Königreich Preußen, Provinz Hessen-Nassau, Regierungsbezirk Wiesbaden, Kreis Wiesbaden
- ab 1918: Deutsches Reich, Freistaat Preußen, Provinz Hessen-Nassau, Regierungsbezirk Wiesbaden, Kreis Wiesbaden
- ab 1928: Deutsches Reich, Freistaat Preußen, Provinz Hessen-Nassau, Regierungsbezirk Wiesbaden, Main-Taunus-Kreis
- ab 1944: Deutsches Reich, Freistaat Preußen, Provinz Nassau, Main-Taunus-Kreis
- ab 1945: Amerikanische Besatzungszone, Groß-Hessen, Regierungsbezirk Wiesbaden, Main-Taunus-Kreis
- ab 1949: Bundesrepublik Deutschland, Land Hessen, Regierungsbezirk Wiesbaden, Main-Taunus-Kreis
- ab 1968: Bundesrepublik Deutschland, Land Hessen, Regierungsbezirk Darmstadt, Main-Taunus-Kreis

## Bevölkerung

### Einwohnerstruktur 2011
Nach den Erhebungen des Zensus 2011 lebten am Stichtag dem 9. Mai 2011 in Wildsachsen 1602 Einwohner. Darunter waren 75 (4,7 %) Ausländer.
Nach dem Lebensalter waren 273 Einwohner unter 18 Jahren, 642 zwischen 18 und 49, 348 zwischen 50 und 64 und 342 Einwohner waren älter. Die Einwohner lebten in 702 Haushalten. Davon waren 174 Singlehaushalte, 276 Paare ohne Kinder und 204 Paare mit Kindern, sowie 42 Alleinerziehende und 6 Wohngemeinschaften. In 162 Haushalten lebten ausschließlich Senioren und in 465 Haushaltungen lebten keine Senioren.

### Einwohnerentwicklung
| Quelle: Historisches Ortslexikon |                                             |
| • 1570:                          | 017 Häuser                                  |
| • 1592:                          | 020 Häuser                                  |
| • 1610:                          | 024 Haushalte                               |
| • 1630:                          | 16 Familien, 2 Witwen und 2 Vormundschaften |
| • 1637:                          | 06 Haushalte                                |
| • 1702:                          | 15 Familien                                 |
| • 1716:                          | 24 Familien                                 |
| • 1775:                          | 33 Familien mit 144 Personen                |
| • 1791:                          | 192 Einwohner                               |
| • 1800:                          | 192 Einwohner                               |

| Wildsachsen: Einwohnerzahlen von 1775 bis 2021 | Wildsachsen: Einwohnerzahlen von 1775 bis 2021 | Wildsachsen: Einwohnerzahlen von 1775 bis 2021 | Wildsachsen: Einwohnerzahlen von 1775 bis 2021 | Wildsachsen: Einwohnerzahlen von 1775 bis 2021 |
| --- | ---------------------------------------------- | ---------------------------------------------- | ---------------------------------------------- | ---------------------------------------------- |
| Jahr |                                                |                                                |                                                | Einwohner                                      |
| 1775 | 1775                                           |                                                | 144                                            | 144                                            |
| 1791 | 1791                                           |                                                | 192                                            | 192                                            |
| 1800 | 1800                                           |                                                | 192                                            | 192                                            |
| 1817 | 1817                                           |                                                | 170                                            | 170                                            |
| 1834 | 1834                                           |                                                | 186                                            | 186                                            |
| 1840 | 1840                                           |                                                | 195                                            | 195                                            |
| 1846 | 1846                                           |                                                | 214                                            | 214                                            |
| 1852 | 1852                                           |                                                | 202                                            | 202                                            |
| 1858 | 1858                                           |                                                | 220                                            | 220                                            |
| 1864 | 1864                                           |                                                | 259                                            | 259                                            |
| 1871 | 1871                                           |                                                | 280                                            | 280                                            |
| 1875 | 1875                                           |                                                | 298                                            | 298                                            |
| 1885 | 1885                                           |                                                | 280                                            | 280                                            |
| 1895 | 1895                                           |                                                | 300                                            | 300                                            |
| 1905 | 1905                                           |                                                | 326                                            | 326                                            |
| 1910 | 1910                                           |                                                | 324                                            | 324                                            |
| 1925 | 1925                                           |                                                | 339                                            | 339                                            |
| 1939 | 1939                                           |                                                | 318                                            | 318                                            |
| 1946 | 1946                                           |                                                | 440                                            | 440                                            |
| 1950 | 1950                                           |                                                | 455                                            | 455                                            |
| 1956 | 1956                                           |                                                | 385                                            | 385                                            |
| 1961 | 1961                                           |                                                | 405                                            | 405                                            |
| 1967 | 1967                                           |                                                | 542                                            | 542                                            |
| 1970 | 1970                                           |                                                | 616                                            | 616                                            |
| 1980 | 1980                                           |                                                | ?                                              | ?                                              |
| 1987 | 1987                                           |                                                | 1.509                                          | 1.509                                          |
| 2000 | 2000                                           |                                                | ?                                              | ?                                              |
| 2011 | 2011                                           |                                                | 1.602                                          | 1.602                                          |
| 2021 | 2021                                           |                                                | 1.645                                          | 1.645                                          |
| Datenquelle: Historisches Gemeindeverzeichnis für Hessen: Die Bevölkerung der Gemeinden 1834 bis 1967. Wiesbaden: Hessisches Statistisches Landesamt, 1968. Weitere Quellen: |                                                |                                                |                                                |                                                |

### Historische Religionszugehörigkeit
| • 1885: | 265 evangelische (= 94,64 %), 13 katholische (= 4,64 %), 2 jüdische (= 0,71 %) Einwohner |
| • 1961: | 323 evangelische (= 79,75 %), 77 katholische (= 19,01 %) Einwohner                       |

## Politik

### Ortsbeirat
Im Ortsbeirat Hofheim-Wildsachsen sind nach den Kommunalwahlen in Hessen 2021 die sieben Sitze wie folgt verteilt:
| Partei | Sitze | Ergebnis |
| ------ | ----- | -------- |
| CDU    | 3     | 36,9 %   |
| SPD    | 2     | 36,5 %   |
| FWG    | 1     | 17,9 %   |
| Linke  | 1     | 8,7 %    |

Ortsvorsteher:
Jörn Dillenberger (SPD)

### Wappen
Das Wappen wurde am 2. Juli 1969 durch das Hessische Innenministerium genehmigt.
Blasonierung: „In Gold auf rotem Boden ein roter Baum, darauf drei schwarze Vögel.“
Das Hessische Hauptstaatsarchiv unterstützte einen Antrag der Gemeinde auf Wappenverleihung und nahm in einem Gutachten vom 7. Mai 1969 zu dem Wappenentwurf unter anderem wie folgt Stellung:
„Die Gemeinde Wildsachsen besaß bisher kein amtliches genehmigtes Wappen. Dem vorliegenden Entwurf liegt ein altes Siegel der Gemeinde aus dem 18. Jahrhundert zugrunde. Motiv - drei auf einem Baum sitzende Vögel - ist nach dem "Hessischen Ortswappenbuch" darauf zurückzuführen, dass die Einwohner bei der Unwirtlichkeit des Bodens in erster Linie von der Nutzung ihrer ausgedehnten Wälder lebten. Später bot der Obstanbau eine weitere Erwerbsmöglichkeit; namentlich ging man zur Herstellung von Obstessig und Apfelwein über. So hat das Sinnbild des Baumes eine besondere Bedeutung für die Gemeinde. Im Hinblick namentlich auch auf die wirtschaftliche Bedeutung der erwähnten Produkte dürfte es sich daher empfehlen, auch weiterhin an dem alten Siegelsymbol festzuhalten, das mit den auf einem Baum sitzenden Vögeln ein sehr lebendiges und eindrucksvolles Wappenbild biete. Die Farben sind frei ergänzt. Der vorliegende Entwurf ist von dem Heraldiker des Hessischen Hauptstaatsarchivs in künstlerischer und heraldischer Hinsicht einwandfrei gezeichnet.“

## Kultur und Sehenswürdigkeiten

### Kulturdenkmäler
Für die Kulturdenkmäler des Ortes siehe die Liste der Kulturdenkmäler in Wildsachsen.

### Sportverein
- Sportgemeinschaft Wildsachsen (SGW)

## Wirtschaft und Infrastruktur
2009 würde mit einem Kostenaufwand von 2,2 Millionen Euro ein Kita-Neubau neben der alten Schule vorgenommen.
Neben der Schule befindet sich die Wildsachsenhalle. Gegenüber ist der Standort des Feuerwehrhauses.
An der Stelle des ehemaligen Backhauses und Feuerwehrhauses wurde 1969 ein neues Rathaus errichtet. Durch die Eingemeindung verlor es aber bald seine Funktion. Heute beherbergt es die Bücherei und ist Sitz des Ortsgerichtes in Wildsachsen.

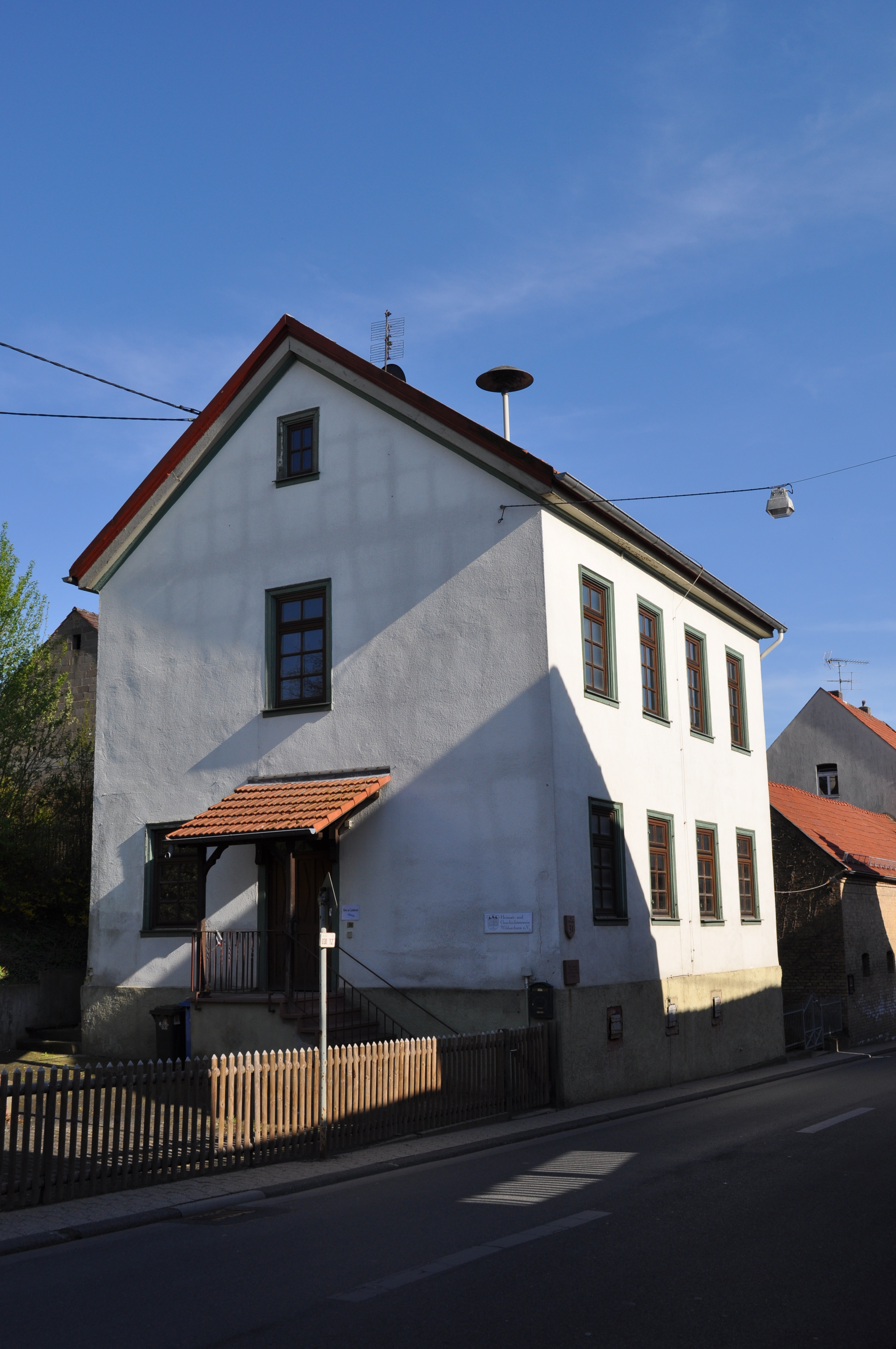
Schule 1830–1934, heute Heimatmuseum
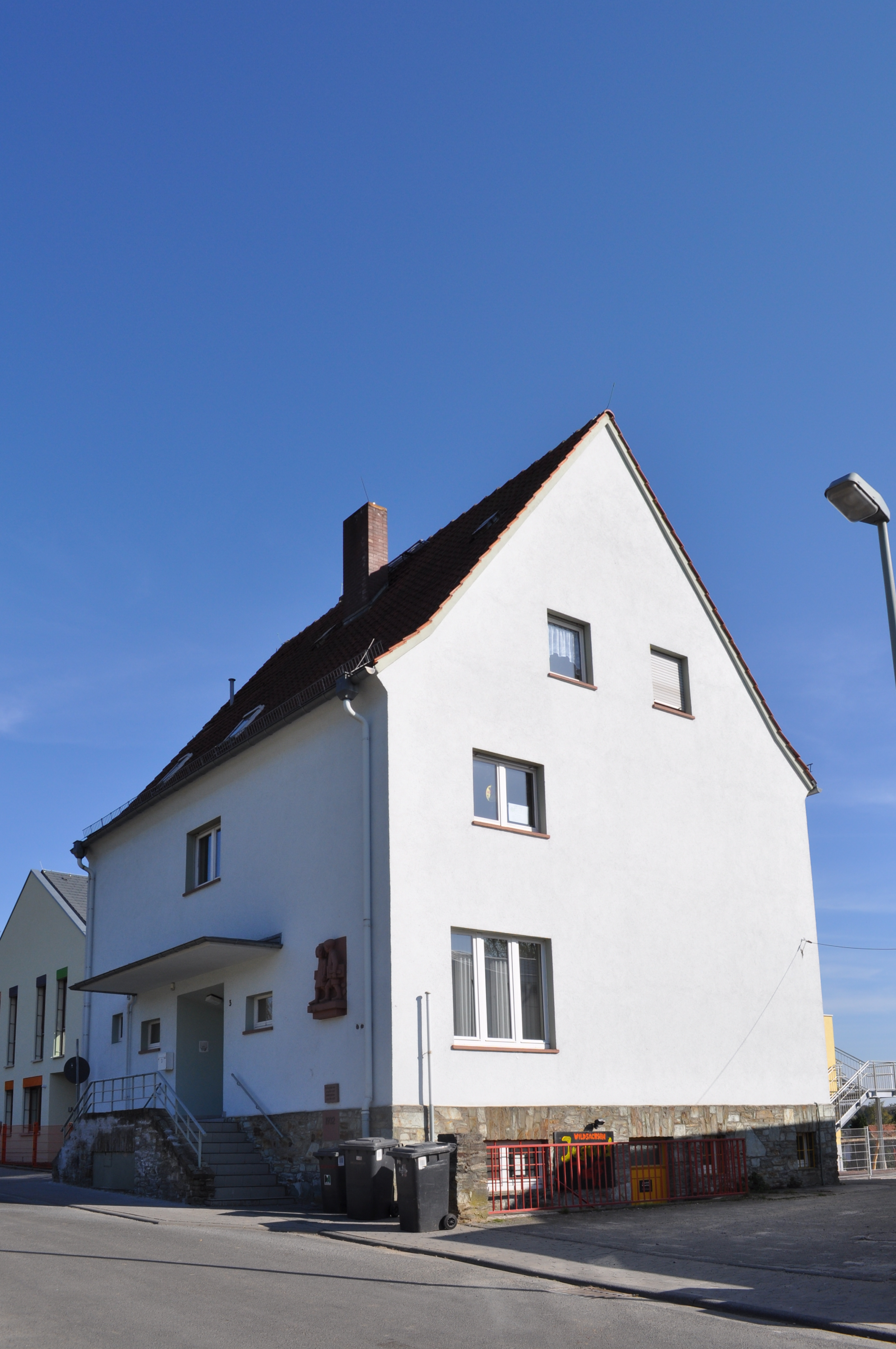
Alte Schule ab 1934
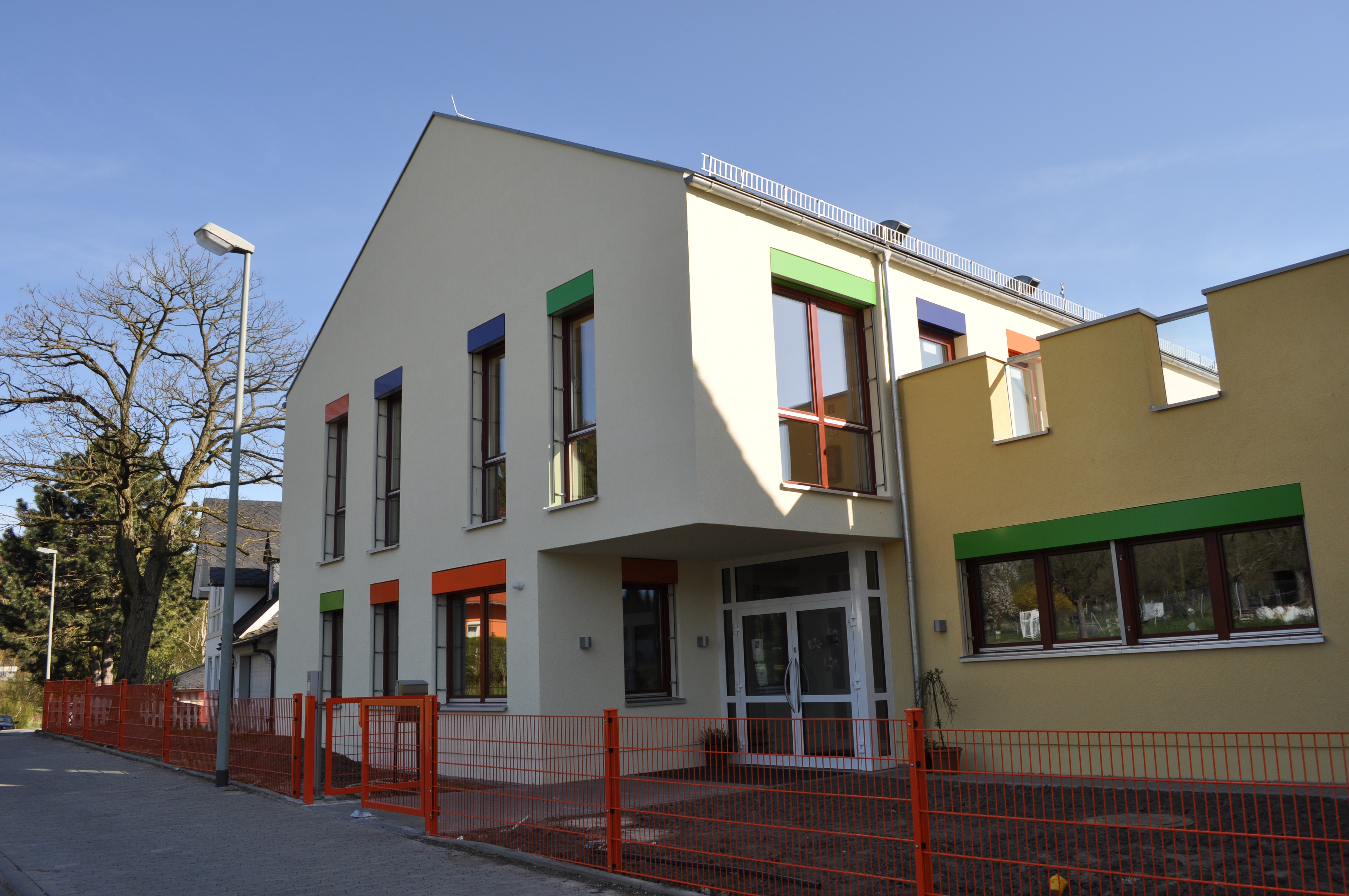
Kita
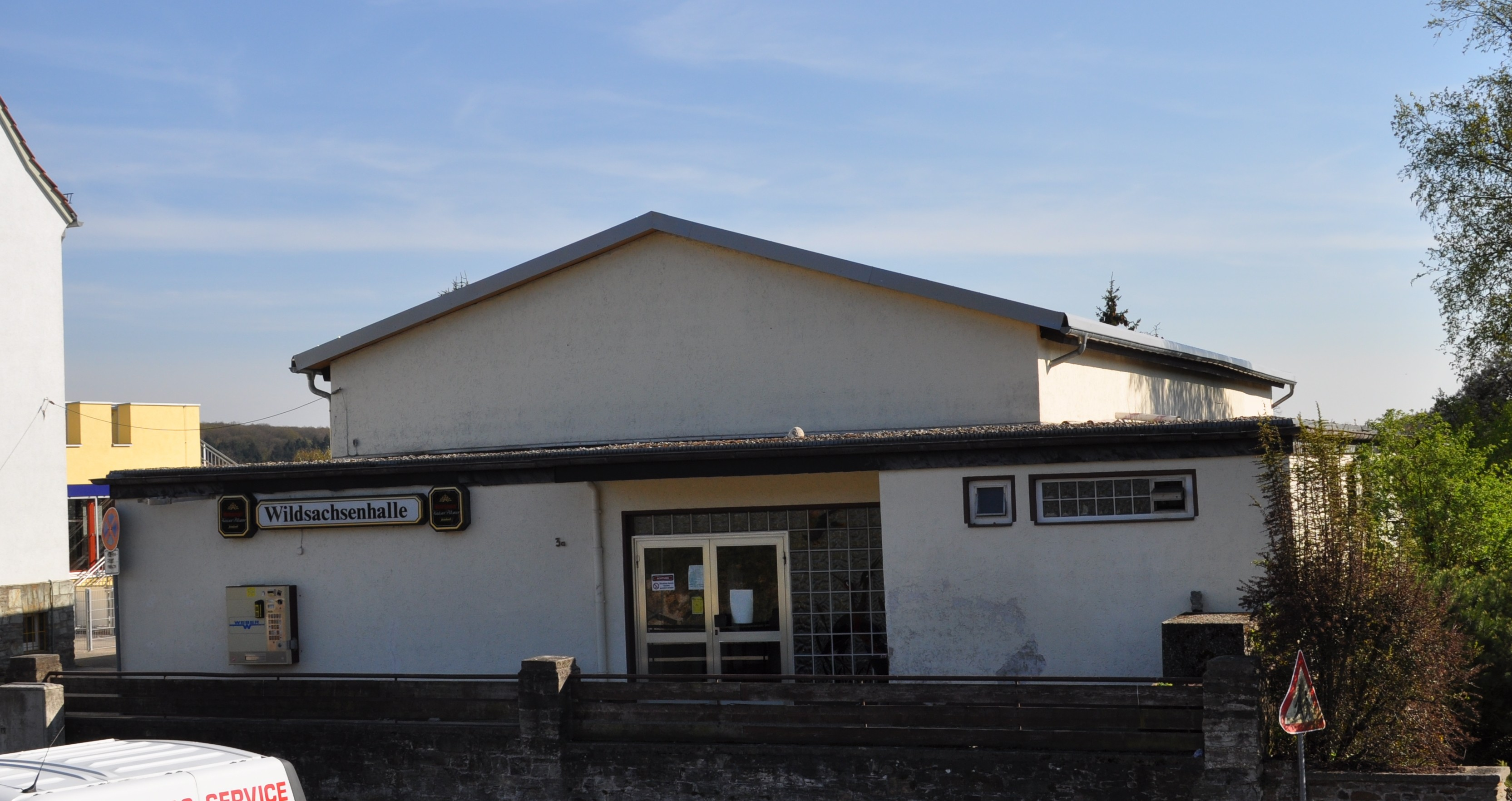
Wildsachsenhalle
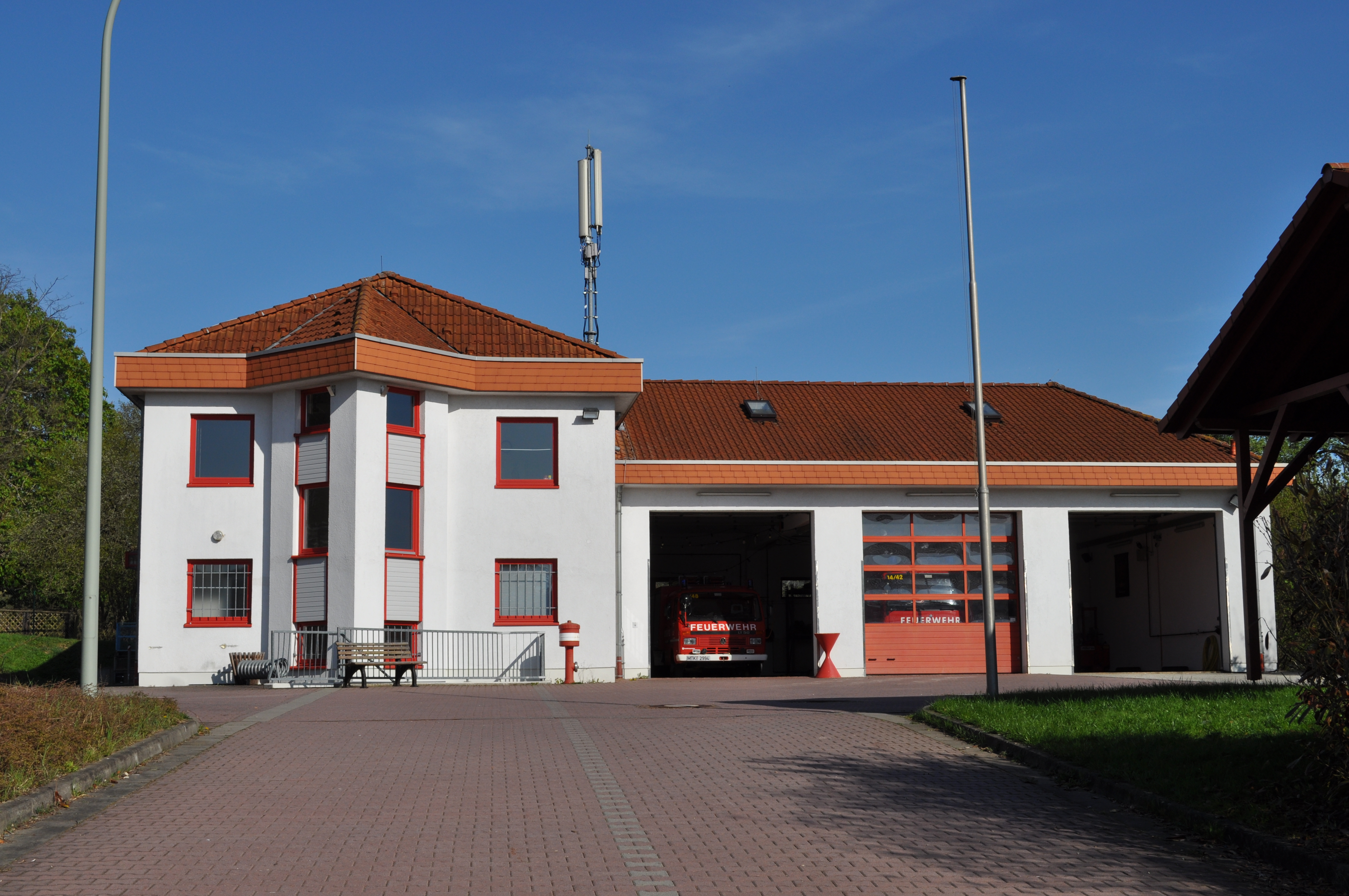
Feuerwehrhaus
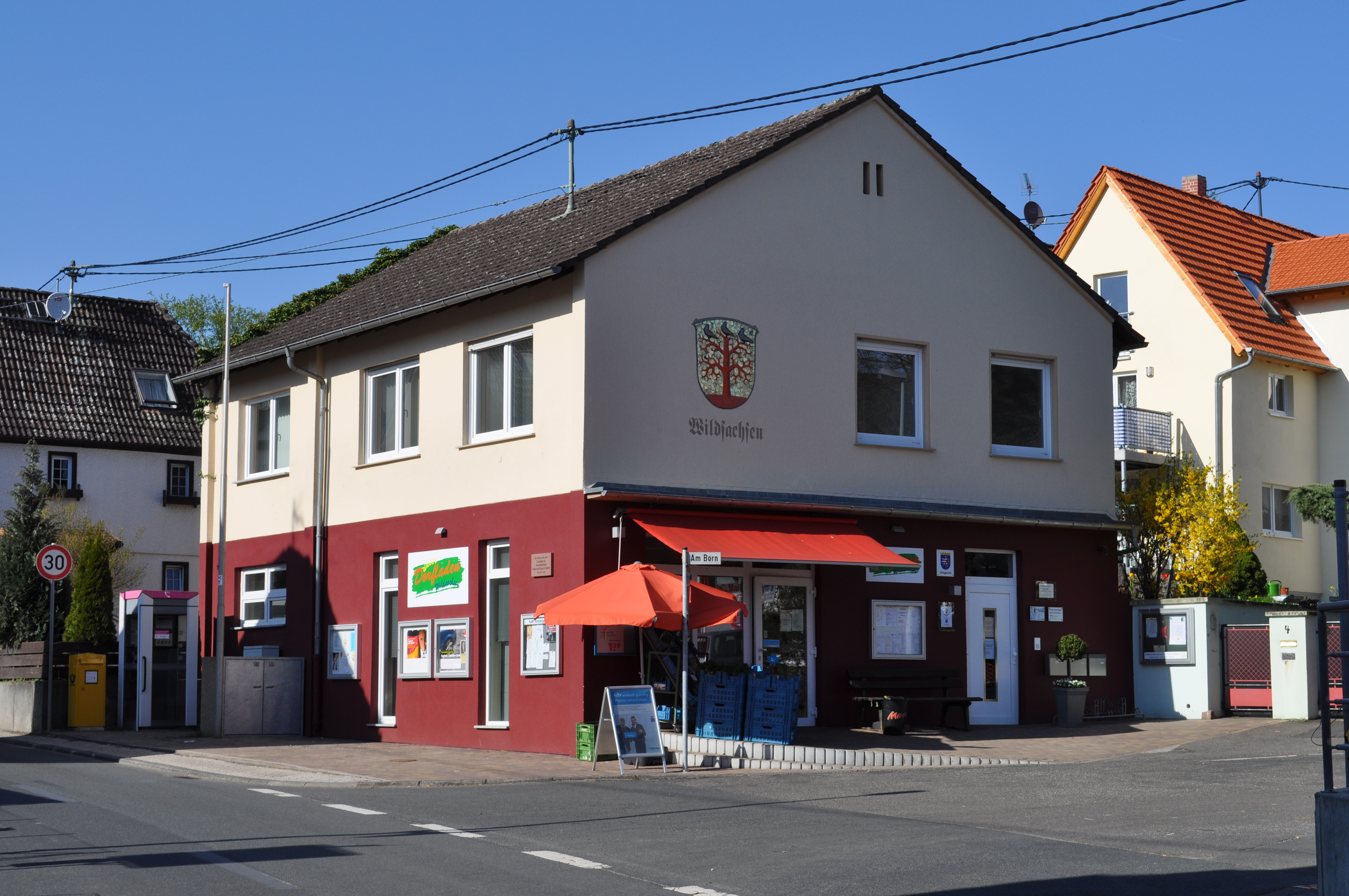
Bücherei, Ortsgericht

### Verkehr
Wildsachsen wird von der L 3017, welche von Eppstein nach Flörsheim am Main führt, durchquert. Weiterhin wird Wildsachsen von drei Buslinien (zwei nur Schulverkehr), welche tagsüber im 30- bzw. 60/120-Min.-Takt fahren bedient, dies sind:
- Linie 21 (ESWE) Diese Linie fährt allerdings nur einmal täglich nach Wildsachsen gegen 14:22 Uhr: Wiesbaden – Platz der Deutschen Einheit – Wiesbaden-Bierstadt – Wiesbaden-Rambach – Wiesbaden-Naurod Wiesbaden-Auringen – Wiesbaden-Medenbach – Wildsachsen Parkstraße
- Linie 26 (ESWE): Eppstein-Bremthal – Hofheim-Wildsachsen – Wiesbaden-Medenbach (Umsteigemöglichkeit zur Linie 21 nach Wiesbaden)
- Linie 403 (MTV): Hofheim-Wildsachsen – Hofheim-Langenhain – Hofheim Bahnhof
- Linie 406 (MTV): Hofheim-Wildsachsen – Hofheim-Langenhain – Hofheim – Kriftel

## Persönlichkeiten
- Ludwig Karl Sebastian (1800–1868), Bürgermeister und Mitglied der Zweiten Kammer der Landstände des Herzogtums Nassau